# ExpressCard

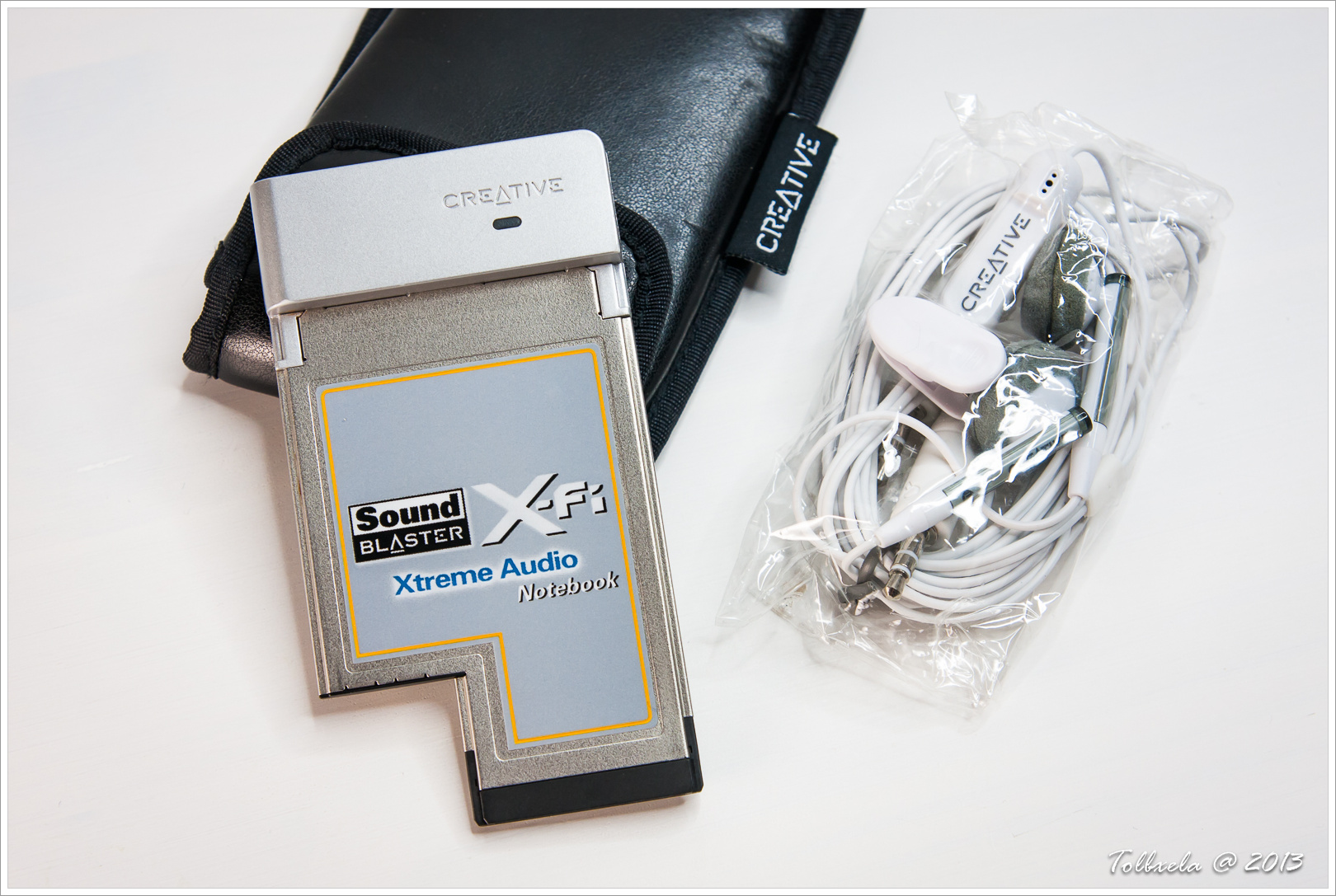
Zvuková karta Sound Blaster X-Fi (ExpressCard/54)

Porovnání ExpressCard a PC Card

ExpressCard je rozhraní umožňující připojení periferních zařízení k počítači, obvykle k notebooku. Dříve nazývaný NEWCARD, dnes ExpressCard standard stanovuje konstrukci drážek, které jsou vestavěné v počítači a na kartě, kterou lze vložit do slotu ExpressCard. Karty obsahují elektronické obvody a konektory pro externí zařízení, která lze připojit. Norma ExpressCard nahrazuje normu PC Card známou též jako PCMCIA.
Hardware, který lze připojit do počítače zahrnuje připojení karty, FireWire 800 (1394B), USB 3.0, Ethernet (také gigabitový Ethernet), externí disky s rozhraním Serial ATA, solid-state disky, externí PCI Express grafické karty, bezdrátové síťové karty (NIC) a mnoho dalších zařízení pomocí čipů, které se připojí k počítači pomocí USB nebo PCIe.

## Standardy
Norma ExpressCard specifikuje dvě formy, ExpressCard/34 (34 mm) a ExpressCard/54 (54 mm, ve tvaru písmene L) – konektor, který je stejný na obou (34 mm). Standardní karty jsou 75 mm dlouhé (o 10. 6 mm kratší než CardBus) a 5 mm silné, ale mohou být i silnější. 34 mm slot akceptuje pouze 34 mm karty, ale 54 mm slot akceptuje 34 mm i 54 mm karty. Adaptéry jsou k dispozici pro připojení karty ExpressCard/34 a slotu CardBus (Ale ne 16-bit PC Card). Karty jsou v režimu hot-plug (připojení zařízení za chodu počítače).

## Srovnání s jinými normami
Hlavní výhodou ExpressCard je větší šířka pásma, protože mají přímé napojení na systémové sběrnice přes PCI Express, USB 2.0 a CardBus karty užívají pouze rozhraní PCI. ExpressCard má maximální propustnost dat 2,5 Gbit/s přes PCI Express a 480 Mbit/s přes USB 2.0 zatímco všechna zařízení CardBus připojená k počítači sdílejí celkovou šířku pásma 1,06 Gbit/s.
Norma ExpressCard má specifikované napětí buď 1,5V nebo 3,3V. U CardBus slotů je možno použít buď 3,3V nebo 5,0V.

## Dostupnost
Slot ExpressCard byl často zahrnován u high-end notebooků od roku 2006:
- Hewlett-Packard začala dodávat systémy s ExpressCard v listopadu 2004
- Dell Fujitsu-Siemens začala dodávat systémy s ExpressCard v polovině roku 2005.
- Apple začlenil slot ExpressCard/34 do každého notebooku MacBook Pro od ledna 2006 do června 2009. Společnost Apple na celosvětové konferenci vývojářů 8. června 2009 oznámila, že 15palcový a 13palcový model MacBook Pro nahradí slot ExpressCard slot SD karty, při zachování ExpressCard slotu na 17palcovém modelu.
- ASUS také nahradil slot PC Card slotem ExpressCard u mnoha svých modelů.
- Sony také začala dodávat systémy se slotem ExpressCard s novými modely nové řady VGN-SZ, VGN-NS, VPC a VF.
- Acer Aspire série vlastní také jeden slot ExpressCard/54 na většině nových modelů.

Vzhledem k nedostatečné zpětné kompatibilitě se někteří výrobci notebooků rozhodli uvolnit modely zahrnující jak CardBus, (PCMCIA, PC Card) tak sloty ExpressCard. Patří k nim některé modely Acer Aspire, Acer Extensa, Toshiba Satellite, Dell Latitude a Precision, MSI S42x a Lenovo ThinkPad Z60m, R52, T43, T60, T61 a R61.
Velké Množství zařízení obsahující ExpressCard bylo představeno na veletrhu CeBIT v Německu v březnu 2005. V listopadu 2006 Belkin oznámila, že uvádí na trh první ExpressCard dokovací stanice, která využívá část PCIe na připojení ExpressCard.

## ExpressCard 2.0
Standard ExpressCard 2.0 byl vydán 4. března 2009 na veletrhu CeBIT v Hannoveru. Očekávaná šířka pásma je 5Gbit/s (s přenosovou rychlostí 500MB/s) což je desetkrát více než umožňuje USB 2.0 (0,48 Gbit/s). Je zpětně kompatibilní se současnými moduly ExpressCard. Výrobky ExpressCard 2.0 by měly být na trhu od konce roku 2010.